# لوسی ایجیک
لوسی اوگچوکو اجیک (متولد ۱۶ اکتبر ۱۹۷۷) پاورلیفتر نیجریه‌ای پارالمپیکی است. او در شش رقابت متوالی پارالمپیک از سال ۲۰۰۰ در سیدنی تا ۲۰۲۱ در توکیو نماینده کشورش بوده است. او در مجموع این بازی‌ها، سه طلا، دو نقره و یک برنز کسب کرده است. او مدال نقره دیگری را در دسته سبک‌وزن زنان بازی‌های ساحل طلایی ۲۰۱۸ در رویداد پارا لیفتینگ پشت سر هموطن خود استر اویما کسب کرد.

## زندگی شخصی
ایجیک در سال ۱۹۷۷ در انوگو، نیجریه به دنیا آمد. اجیک به دلیل فلج اطفال از ویلچر استفاده می‌کند اجیک متأهل است و دو پسر دارد. وی در ایالت انوگو زندگی و در آنجا به عنوان یک مدیر ورزشی کار می‌کند.

## زندگی حرفه‌ای
ایجیک کمی قبل از بازی‌های پارالمپیک تابستانی ۲۰۰۰ در سیدنی استرالیا تمرینات خود را به عنوان پاورلیفتر آغاز کرد. او در بازی‌های سیدنی در ماده وزنی ۴۴ کیلوگرم مسابقه داد و با بلند کردن وزنه ۱۰۲٫۵ کیلوگرم پشت سر فاطمه عمر از مصر مدال نقره گرفت. چهار سال بعد در بازی‌های آتن، در حالی که در همان وزن مسابقه می‌داد، دو بار رکورد جهانی پاورلیفتینگ پارالمپیک را در راه کسب مدال طلا با بلند کردن ۱۲۷٫۵ کیلوگرم شکست.
در بازی‌های ۲۰۰۸ پکن، ایجیک یک‌وزن بالاتر رفت و در وزن ۴۸ کیلوگرم طلا گرفت. او با اولین تلاش خود با بلند کردن ۱۲۵ رکورد جهانی را شکست او دوباره با بلند کردن ۱۳۰ کیلوگرم رکورد را شکست، اما در تلاش سوم هنگام تلاش برای بلند کردن ۱۳۷٫۵ کیلوگرم لنگید.
ایجیک پس از پیروزی در پکن اظهار داشت که قصد دارد یک وزنه دیگر را بالا ببرد تا یک رکورد جهانی جدید در کلاس سوم ثبت کند. در رقابت با فاطمه عمر در پارالمپیک تابستانی ۲۰۱۲ لندن ایجیک در دور اول با یک لیفت ۱۳۵ کیلوگرمی پیشتاز شد اما او نتوانست این رکورد را بهتر کند، در حالی که عمر رکورد خود از پکن را با بلند کردن نهایی ۱۴۲ گرم بهبود بخشید. با وجود ناکامی در شکست عمر، این دو زن یک کلاس بالاتر از بقیه میدان بودند و ایجیک مدال نقره را با اختلاف ۱۷ کیلوگرمی نسبت به اوزلم بچریکلی دارنده مدال برنز از ترکیه گرفت.
چهار سال بعد ایجیک و عمر برای سومین بار در بازی‌های ۲۰۱۶ ریو با یکدیگر روبرو شدند. پس از لندن ، کمیته بین‌المللی پارالمپیک دسته‌های وزنه‌های پاورلیفتینگ را برای مردان و زنان تغییر داد و این دو در وزن ۶۱ کیلوگرم به رقابت پرداختند. سال قبل آمالیا پرز از مکزیک در ماده ۶۱ کیلوگرم با بالابردن ۱۳۳ کیلوگرم رکورد جهانی را از آن خود کرده‌بود که ایجیک با اولین وزنه، با ۱۳۵ کیلوگرم از آن پیشی گرفت عمر در وزن اول در تلاش برای بلندکردن ۱۳۳ کیلوگرم شکست خورده بود اما ر تلاش دوم موفق شد. ایجیک با بلند کردن دوم خود برتری خود را بهبود بخشید و دومین رکورد جهانی خود را با وزنه ۱۳۸ کیلوگرم ثبت کرد. عمر با رکورد نهایی ۱۴۰ کیلوگرم ایجیک را در جایگاه مدال نقره قرار داد. با این حال، ایجیک با آخرین تلاش خود موفق شد سومین رکورد جهانی خود در روز را به دست آورد و زمانی که وزنه ۱۴۲ را به پایان رساند، مدال طلا را به دست آورد تا او را برنده سه مدال طلا کند. ایجیک علاوه بر کسب مدال طلا، در ریو نیز با انتخاب از سوی کشورش به عنوان پرچمدار مراسم افتتاحیه مورد تجلیل قرار گرفت.
او در بازی‌های مشترک المنافع ۲۰۱۸ شرکت کرد و در رشته سبک‌وزن مدال نقره گرفت.
در طول همه‌گیری COVID-19، او مجبور بود در خانه بماند و اعلام کرد که این بر توانایی او برای تمرین تأثیر می‌گذارد. او در مسابقات جهانی ۲۰۲۱ در منچستر و در شرایطی که که ورزشکاران به دلیل محدودیت‌های همه گیر اجازه نداشتند با هم در یک رستوران غذا بخورند مدال طلا را کسب کرد. ایجیک به عنوان بخشی از تیم نیجریه برای بازی‌های پارالمپیک تابستانی ۲۰۲۰ در توکیو انتخاب شد، جایی که قصد داشت مدال‌های طلای بیشتری کسب کند و رکورد جهانی خود را بشکند. او در مسابقات پارالمپیک تابستانی ۲۰۲۰ که در توکیو ژاپن برگزار شد، مدال برنز وزن ۶۱ کیلوگرم زنان را به دست آورد. چند ماه بعد، او در مسابقات قهرمانی پارا لیفتینگ جهانی ۲۰۲۱ که در تفلیس گرجستان برگزار شد، مدال طلای مسابقات را به دست آورد.